# 구드룬 부르비츠
구드룬 마르가레테 엘프리데 에마 아나 부르비츠(혼전성 힘러(Himmler), 독일어: Gudrun Margarete Elfriede Emma Anna Burwitz, 1929년 8월 8일 ~ 2018년 5월 24일)는 하인리히 힘러와 마르가레테 힘러의 딸이다. 친위대 국가지도자로서 그녀의 아버지는 나치당의 지도자였으며, 최종 해결책의 주요 설계자였다. 연합군의 승리 후, 그녀는 체포되어 뉘른베르크 재판에서 증언하게 되었다. 나치 이데올로기를 포기하지 않고, 그녀는 아버지의 명성을 지키기 위해 꾸준히 싸웠고 친위대의 전 당원들을 지원하는 신나치 단체에 밀접하게 관여했다. 그녀는 극단주의 NPD의 관리인 불프 디터 부르비츠와 결혼했다.

## 아버지와의 관계
구드룬 힘러는 1929년 뮌헨에서 나치 독일 내무부 장관이자 친위대 SS국가지도자 하인리히 힘러의 딸로 태어났다. (힘러는 힘러와 그의 아내 마르가레테 보덴의 외동딸로 태어났으나, 그의 부모는 나중에 아들을 입양했다.)
하인리히 힘러는 그의 딸을 사랑했고 정기적으로 그녀가 그녀의 어머니와 함께 살았던 뮌헨에서 베를린에 있는 그의 사무실로 그녀를 데려다 주었다. 그녀가 집에 있을 때, 그는 그녀에게 대부분의 날들에 전화를 했고 매주 그녀에게 편지를 썼다. 하인리히는 항상 그녀를 어린 시절 별명인 인형(Püppi)이라는 별명으로 불렀다. 그녀는 아버지와 함께 공무를 수행했다.
그녀는 1945년 5월 23일 영국에 포로로 잡혀 사망한 하인리히 힘러가 은폐된 청산가리를 깨뜨려 자살했다고 주장했다. 제2차 세계 대전 이후, 그녀와 그녀의 어머니는 미국인들에게 체포되어 이탈리아, 프랑스, 독일의 다양한 수용소에 수용되었다. 그들은 재판에서 증언하기 위해 뉘른베르크로 끌려갔으며, 1946년 11월 석방되었다.  구드룬은 나중에 이 시기를 자신의 인생에서 가장 힘든 시기라고 씁쓸하게 언급했고, 그녀와 그녀의 어머니는 마치 아버지의 죄를 속죄해야 하는 것처럼 대우받았다고 말했다.
그녀는 나치의 이데올로기를 결코 포기하지 않았고, 아버지의 시대적 맥락에 상대적으로 아버지의 행동을 정당화하기 위해 반복적으로 노력했다. 그녀를 아는 사람들은 구드룬이 그녀가 갖고 싶어했던 아버지처럼 그녀의 아버지의 "황금빛 이미지"를 만들었다고 말한다. 힘러는 나치였을 뿐만 아니라 아내를 속인 전력도 있다.

## 말년
그녀는 극우 선전가이자 작가인 불프 디터 부르비츠와 결혼하여 두 명의 자녀를 두었다. 그녀는 리옹 게슈타포의 클라우스 바르비와 "부헨발트의 행맨"으로 알려진 마르틴 조머를 돕는 전직 SS 대원들을 돕기 위해 결성된 단체인 슈틸레 힐페 ("침묵의 원조")에 소속되어 있었고, 그녀는 뮌헨 근처 풀라크에 있는 개신교 노인들의 집을 계속 지원했다고 전해진다.
1961년부터 1963년까지 서독의 정보기관인 연방정보국(BND)의 비서로 일했다. 당시 이 기관은 미국에서 모집한 장군 라인하르트 겔렌이 이끌었는데, 그는 동유럽과의 관계와 경험, 반공 활동을 바탕으로 BND에서 일하기 위해 전 나치를 고용했다.
수십 년 동안 구드룬 부르비츠는 슈틸레 힐페의 저명한 공인이었다. 오스트리아에서 매년 열리는 울리히스베르크 회의와 같은 다양한 회의에서 그녀는 스타이자 권위자의 지위를 받았다. 이 단체에 관한 책의 저자인 올리버 슈룀은 그녀를 "나치 공주의 화려한 모습"이라고 묘사했다.
독일계 유대인 조사 기자인 페터 핀켈그룬은 부르비츠가 전직 나치 교도관이자 탈주한 전범인 분대지도자 안톤 말로트에게 재정적 지원을 제공했다는 것을 발견했다. 2001년 말로트는 1943년 핀켈그룬의 할아버지를 포함한 테레지엔슈타트 강제수용소에서 최소 100명의 죄수들을 구타한 혐의로 유죄 판결을 받았다.
구드룬 부르비츠는 2018년 5월 24일 뮌헨 인근 자택에서 88세의 나이로 사망했다.

### 참고 문헌
- Andersen, Dan H. (2007). 《Nazimyter—blodreligion og dødskult i Det Tredje Rige》 (덴마크어). Aschehoug. ISBN 978-87-11-11847-4.
- Lebert, Norbert, and Stephan. Denn Du trägst meinen Namen: das schwere Erbe der prominenten Nazi-Kinder. Goldmann Verlag 2002, ISBN 3-442-15188-0 (in German)
- Lebert, Norbert, and Stephan. My Father's Keeper: Children of Nazi Leadership: An Intimate History of Damage and Denial, translated by Julian Evans. New York: Little, Brown, 2001. ISBN 0-316-51929-4
- Longerich, Peter (2012). 《Heinrich Himmler: A Life》. Oxford; New York: Oxford University Press. ISBN 978-0-19-959232-6.
- Pike, David Wingeate (2000). 《Spaniards in the Holocaust: Mauthausen, the Horror on the Danube》. London: Routledge.
- Schröm, Oliver and Andrea Röpke. Stille Hilfe für braune Kameraden. Christoph Links Verlag, Berlin 2001, ISBN 3-86153-231-X (in German)